# سوبك حتب السادس
سوبك حتب السادس، (بالإنجليزية: Sobekhotep VI)‏. (المعروف أيضا باسم خهوتبر) هو ملك مصري من الأسرة المصرية الثالثة عشر خلال الفترة الانتقالية الثانية. وفقًا لما ذكره عالم المصريات كيم رإهولت، كان سوبك الفرعون الحادي والثلاثين من السلالة، ويعتقد داريل بيكر أنه الفرعون الثلاثون، بخلاف يورغن فون بيكيراث ويتلف فرانك اللذين يعتبران أنه الملك الخامس والعشرون من السلالة.

## الأسرة
ربما كان والد خاوت رع سوبك حتب السادس هو سوبك حتب الرابع، وهو الملك الأكثر إثباتًا في الفترة الانتقالية الثانية بأكملها. وتستند هذه الفرضية إلى نقش عُثر عليه في وادي الهودي يشهد بأن سوبك حتب الرابع كان له ابن يُدعى "سوبك حتب". وإذا كان هذا الابن هو سوبك حتب السادس بالفعل، فمن المحتمل أن تكون والدته هي تجان، زوجة سوبك حتب الرابع. وربما كانت ملكة سوبك حتب السادس تُدعى خينوب (أو خايسنبو) أو نوب حتبتي.

## الشهادات
ربما حكم خاوت رع سوبك حتب أربع سنوات. ولا يوجد سوى عدد قليل من الأشياء التي تشهد على حكمه. فهناك ختم على شكل جعران من أبيدوس. وتمثال صغير للملك راكعًا، ربما من كرمة.
وفي أبيدوس، توجد لوحة جنائزية مجزأة مخصصة للإله. وقد تم تخصيص اللوحة أيضًا لميرحتب رع إيني.
في إلفنتين، تمثال راكع مخصص لـ "ساتيس"، سيدة إلفنتين، تم العثور عليه في كرمة تومولوس العاشر.
وفي أريحا، عُثر على جعران يحمل الاسم الأول "خاهوت پر" في مقبرة مرتبطة بمجموعة الفخار الثالثة. وقد يكون هذا دليلاً على العلاقات التجارية بين دولة الأسرة الثالثة عشرة وبلاد الشام.
تشمل العناصر ذات المصدر غير المعروف 6 أختام خنفساء، وختم أسطواني وطبعة الختم.

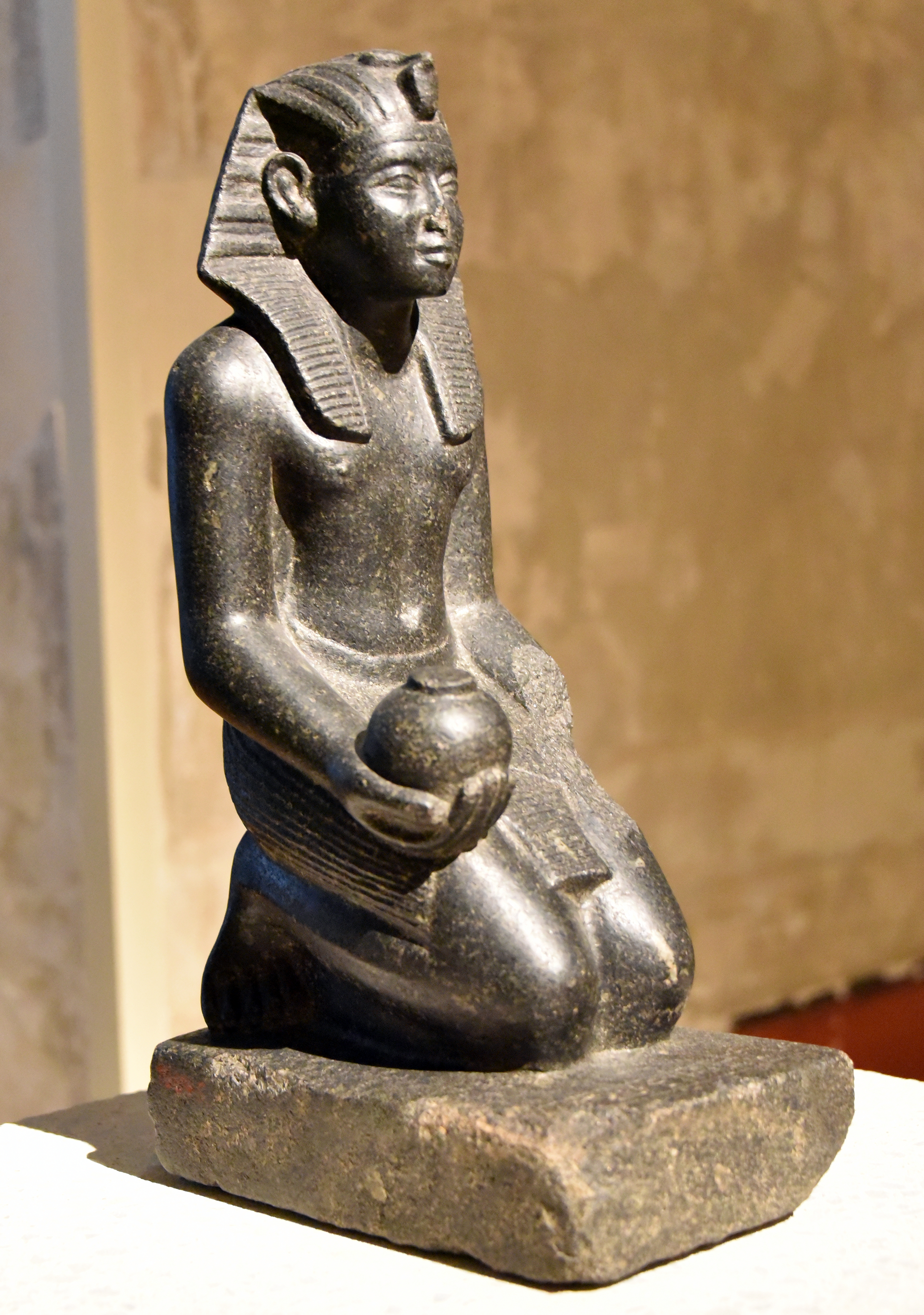
تمثال راكع لسوبك حتب الخامس، من مصر، 1750-1700 قبل الميلاد. المتحف الجديد، برلين